# Green Bay Packers 1980
La stagione 1980 dei Green Bay Packers è stata la 60ª della franchigia nella National Football League. Sotto la direzione del capo-allenatore al sesto anno Bart Starr, la squadra terminò con un record di 5-1-1, chiudendo quinta nella Central Division. 
Prima dell'inizio della stagione, la scelta del primo giro del quell'anno, Bruce Clark, optò per giocare nella Canadian Football League, non scendendo mai in campo per i Packers. Al ritorno negli Stati Uniti forzò uno scambio con i New Orleans Saints. Green Bay partì bene battendo i Chicago Bears ai tempi supplementari nel primo turno. Nel corso dell'anno, i giocatori subirono 27 infortuni e la squadra subì la settima stagione con un record negativo nelle ultime otto. Esattamente tre mesi dopo la prima partita al Lambeau Field, i Packers ebbero una rivincita con i Bears. Tuttavia Chicago si vendicò vincendo per 7–61 al Soldier Field, eliminando Green Bay dalla corsa ai playoff per l'ottavo anno consecutivo.

## Roster
| Roster dei Green Bay Packers nel 1980 |
| --- |
| Quarterback - 12 Lynn Dickey - 19 Steve Pisarkiewicz - 17 David Whitehurst Running Back - 44 Vickey Ray Anderson - 31 Gerry Ellis - 25 Harlan Huckleby - 40 Eddie Lee Ivery - 34 Terdell Middleton Wide Receiver - 88 Ron Cassidy - 80 James Lofton - 84 Fred Nixon - 89 Aundra Thompson Tight End - 82 Paul Coffman - 87 Bill Larson Offensive Linemen - 62 Buddy Aydelette T - 74 Ken Brown C - 57 Derrel Gofourth - 69 Leotis Harris - 64 Syd Kitson G - 68 Greg Koch T - 54 Larry McCarren C - 76 Tim Stokes T - 67 Karl Swanke T - 65 Mike Wellman C Defensive Linemen - 77 Mike Butler DE - 92 Rich Dimler DT - 99 Charlie Johnson DT - 90 Ezra Johnson DE - 63 Terry Jones DT - 72 Kit Lathrop DT - 66 Mike Lewis DT - 78 Casey Merrill DE Linebacker - 60 Kurt Allerman - 58 Bruce Beekley - 65 Brian Cabral - 53 Mike Douglass - 51 Jim Gueno - 56 Ed O'Neil - 70 Paul Rudzinski Defensive Back - 24 Johnnie Gray - 38 Estus Hood CB - 21 Mike Jolly - 22 Mark Lee CB - 46 Steve Luke - 29 Mike McCoy - 37 Mark Murphy FS - 20 Wylie Turner Special Team - 11 David Beverly P - 16 Tom Birney K - 10 Jan Stenerud K Lista delle riserve - 59 John Anderson LB (IR) - 32 Steve Atkins RB (IR) - 52 George Cumby LB (IR) - 55 Mike Hunt LB (IR) - 85 Bobby Kimball WR (IR) - 79 Mark Koncar T (IR) - 71 Melvin Jackson G (IR) - 43 Cal Perkins WR (IR) - 33 Barty Smith RB (IR) - 83 John Thompson TE (IR) - 26 Eric Torkelson RB (IR) - 10 Bill Troup QB (IR) - 25 Jafus White DB (IR) - 50 Rich Wingo LB (IR) |
| Legenda - I rookie sono in corsivo. - Il primo ruolo è il principale mentre gli eventuali successivi indicano i ruoli secondari. - (IR) sta per Injured Reserve ed indica la lista ristretta per un solo giocatore infortunato che può tornare ad allenarsi dopo la settimana 6 e a rientrare in prima squadra dopo che questa ha giocato 8 partite. - (NF-Inj.) / (NF-Ill.) stanno rispettivamente per Non-Football Injured e Non-Football Illness ed indicano le liste dove viene inserito un giocatore che ha un infortunio o una malattia non dipendente dal football americano. - (PUP) sta per Physically Unable to Perform ed indica la lista dove viene inserito un giocatore mentre è in attesa di recuperare la condizione fisica. Nella stagione regolare dopo la sesta partita giocata dalla propria squadra, il giocatore ha tempo tre settimane per riprendere ad allenarsi, più tre settimane aggiuntive dal suo rientro agli allenamenti per rientrare in prima squadra. |

## Calendario
| Stagione regolare |              |                         |               |        |                          |          |
| Turno             | Data         | Avversario              | Risultato     | Stadio | Record                   | Pubblico |
| 1                 | 7 settembre  | Chicago Bears           | V 12–6 (dts)  | 1–0    | Lambeau Field            | Recap    |
| 2                 | 14 settembre | Detroit Lions           | S 7–29        | 1–1    | Milwaukee County Stadium | Recap    |
| 3                 | 21 settembre | at Los Angeles Rams     | S 21–51       | 1–2    | Anaheim Stadium          | Recap    |
| 4                 | 28 settembre | Dallas Cowboys          | S 7–28        | 1–3    | Milwaukee County Stadium | Recap    |
| 5                 | 5 ottobre    | Cincinnati Bengals      | V 14–9        | 2–3    | Lambeau Field            | Recap    |
| 6                 | 12 ottobre   | at Tampa Bay Buccaneers | P 14–14 (dts) | 2–3–1  | Tampa Stadium            | Recap    |
| 7                 | 19 ottobre   | at Cleveland Browns     | S 21–26       | 2–4–1  | Cleveland Stadium        | Recap    |
| 8                 | 26 ottobre   | Minnesota Vikings       | V 16–3        | 3–4–1  | Lambeau Field            | Recap    |
| 9                 | 2 novembre   | at Pittsburgh Steelers  | S 20–22       | 3–5–1  | Three Rivers Stadium     | Recap    |
| 10                | 9 novembre   | San Francisco 49ers     | V 23–16       | 4–5–1  | Milwaukee County Stadium | Recap    |
| 11                | 16 novembre  | at New York Giants      | S 21–27       | 4–6–1  | Giants Stadium           | Recap    |
| 12                | 23 novembre  | at Minnesota Vikings    | V 25–13       | 5–6–1  | Metropolitan Stadium     | Recap    |
| 13                | 30 novembre  | Tampa Bay Buccaneers    | S 17–20       | 5–7–1  | Milwaukee County Stadium | Recap    |
| 14                | 7 dicembre   | at Chicago Bears        | S 7–61        | 5–8–1  | Soldier Field            | Recap    |
| 15                | 14 dicembre  | Houston Oilers          | S 3–22        | 5–9–1  | Lambeau Field            | Recap    |
| 16                | 21 dicembre  | at Detroit Lions        | S 3–24        | 5–10–1 | Pontiac Silverdome       | Recap    |

Note: gli avversari della propria division sono in grassetto.

## Classifiche
| NFL Central          |   |    |   |      |       |       |     |     |     |
|                      | V | S  | P | %    | DIV   | CONF  | PF  | PS  | STR |
| Minnesota Vikings(3) | 9 | 7  | 0 | .563 | 5–3   | 8–4   | 317 | 308 | S1  |
| Detroit Lions        | 9 | 7  | 0 | .563 | 5–3   | 9–5   | 334 | 272 | V2  |
| Chicago Bears        | 7 | 9  | 0 | .438 | 5–3   | 7–5   | 304 | 264 | V1  |
| Tampa Bay Buccaneers | 5 | 10 | 1 | .344 | 1–6–1 | 4–7–1 | 271 | 341 | S3  |
| Green Bay Packers    | 5 | 10 | 1 | .344 | 3–4–1 | 4–7–1 | 231 | 371 | S4  |